# Willem van Dendermonde
Willem van Dendermonde ook bekend als Willem VI van Dampierre (circa 1248 - 1311) was heer van Crèvecœur, Richebourg en Dendermonde. Hij behoorde tot het huis Dampierre.

## Levensloop
Willem was de tweede zoon van Gwijde van Dampierre, graaf van Vlaanderen, en diens eerste echtgenote Mathilde van Béthune, dochter van heer Robrecht VII van Béthune.
In 1270 begeleidde hij zijn vader bij de Achtste Kruistocht naar Tunis. In 1272 stond hij aan het hoofd van een delegatie die zijn vader en zijn grootmoeder Margaretha van Constantinopel hadden aangesteld om koning Eduard I van Engeland te overtuigen om te gaan bemiddelen bij koning Filips III van Frankrijk. Op die manier wilden zijn vader en grootmoeder het handelsembargo tegen het graafschap Vlaanderen opheffen. 
Als schoonzoon van de Connétable van Frankrijk bevond Willem zich in een moeilijke positie toen er oorlog uitbrak tussen het huis Dampierre en Frankrijk. Hoewel hij een gematigde positie innam, werd hij tijdens de Franse invasie van Vlaanderen in 1300 samen met zijn vader en zijn broer Robrecht gevangengezet in Compiègne. Dit leidde tot een opstand in het graafschap Vlaanderen en in 1302 werden de Franse troepen bij de Guldensporenslag door de Vlaamse rebellen verslagen. In 1304 eindigde de Slag bij Pevelenberg onbeslist maar een van de Vlaamse aanvoerders, halfbroer Jan I van Namen en de troepen van Gent en Ieper onder zijn aanvoering trokken zich tegen de avond terug, wat in die tijd als teken van opgave werd gezien.
Tussen Willems broer Robrecht en koning Filips IV van Frankrijk leidden onderhandelingen in juni 1305 tot het Verdrag van Athis-sur-Orge. Willem en Robrecht werden opnieuw vrijgelaten, hun vader was in maart in gevangenschap overleden. Het graafschap Vlaanderen herwon zijn autonomie, maar moest wel hoge herstelbetalingen betalen. 
Willem van Dendermonde stierf in 1311.

## Huwelijken en nakomelingen
Willem was gehuwd met Adelheid van Clermont (1275-1315), burggravin van Châteaudun en vrouwe van Mondoubleau, Saint-Calais en Nesle, Ailly en Houdan. Adelheid was de dochter van Rudolf II van Clermont, heer van Nesle, Ailly en Houdan en Connétable van Frankrijk. Willem en Adelheid kregen zes kinderen:
- Willem II (1290-1320), heer van Dendermonde
- Johanna (1290-1342), huwde eerst met Gerard van Diest en daarna met Otto van Cuijk
- Maria (1290-1350), huwde met graaf Robert VII van Auvergne
- Alix (1295-1320)
- Jan (1295-1325), heer van Crèvecœur, Dendermonde, Mondoubleau, Saint-Calais en Nesle en burggraaf van Châteaudun. Hij huwde met Beatrix, dochter van gouverneur van Vlaanderen Jacob van Châtillon. Hun dochter Margaretha, gehuwd met Willem I van Craon, erfde het burggraafschap Châteaudun, terwijl zijn dochter Maria, gehuwd met Ingelger I van Amboise, Nesle, Mondoubleau, Dendermonde en Saint-Calais erfde.
- Gwijde (1300-1345), heer van Richebourg, Ailly en Houdan. Hij werd in 1321 de tweede echtgenoot van Beatrijs, vrouwe van Putten en Strijen (1291-1355).[1]

## Voorouders
| Voorouders van Willem van Dendermonde (1248-1311) | Voorouders van Willem van Dendermonde (1248-1311)                                   | Voorouders van Willem van Dendermonde (1248-1311)                                   | Voorouders van Willem van Dendermonde (1248-1311)                                   | Voorouders van Willem van Dendermonde (1248-1311)                                   | Voorouders van Willem van Dendermonde (1248-1311)                     | Voorouders van Willem van Dendermonde (1248-1311)                     | Voorouders van Willem van Dendermonde (1248-1311)                     | Voorouders van Willem van Dendermonde (1248-1311)                     |
| ------------------------------------------------- | ----------------------------------------------------------------------------------- | ----------------------------------------------------------------------------------- | ----------------------------------------------------------------------------------- | ----------------------------------------------------------------------------------- | --------------------------------------------------------------------- | --------------------------------------------------------------------- | --------------------------------------------------------------------- | --------------------------------------------------------------------- |
| Overgrootouders                                   | Gwijde II van Dampierre (?-1216) ∞ Mathilde I van Bourbon (1165-1228)               | Gwijde II van Dampierre (?-1216) ∞ Mathilde I van Bourbon (1165-1228)               | Boudewijn I van Constantinopel (1171-1205) ∞ Maria van Champagne (1174-1204)        | Boudewijn I van Constantinopel (1171-1205) ∞ Maria van Champagne (1174-1204)        | Willem II van Béthune (?-1214) ∞ Machteld van Dendermonde (?-1224)    | Willem II van Béthune (?-1214) ∞ Machteld van Dendermonde (?-1224)    | Arnaud de Morialmez ∞ Elisabeth van Morialmez                         | Arnaud de Morialmez ∞ Elisabeth van Morialmez                         |
| Grootouders                                       | Willem II van Dampierre (1196-1231) ∞ 1223 Margaretha II van Vlaanderen (1202-1280) | Willem II van Dampierre (1196-1231) ∞ 1223 Margaretha II van Vlaanderen (1202-1280) | Willem II van Dampierre (1196-1231) ∞ 1223 Margaretha II van Vlaanderen (1202-1280) | Willem II van Dampierre (1196-1231) ∞ 1223 Margaretha II van Vlaanderen (1202-1280) | Robrecht VII van Béthune (1200-1248) ∞ Johanna van Bailleul           | Robrecht VII van Béthune (1200-1248) ∞ Johanna van Bailleul           | Robrecht VII van Béthune (1200-1248) ∞ Johanna van Bailleul           | Robrecht VII van Béthune (1200-1248) ∞ Johanna van Bailleul           |
| Ouders                                            | Gwijde van Dampierre (1226-1305) ∞ 1246 Mathilde van Béthune (?-1263)               | Gwijde van Dampierre (1226-1305) ∞ 1246 Mathilde van Béthune (?-1263)               | Gwijde van Dampierre (1226-1305) ∞ 1246 Mathilde van Béthune (?-1263)               | Gwijde van Dampierre (1226-1305) ∞ 1246 Mathilde van Béthune (?-1263)               | Gwijde van Dampierre (1226-1305) ∞ 1246 Mathilde van Béthune (?-1263) | Gwijde van Dampierre (1226-1305) ∞ 1246 Mathilde van Béthune (?-1263) | Gwijde van Dampierre (1226-1305) ∞ 1246 Mathilde van Béthune (?-1263) | Gwijde van Dampierre (1226-1305) ∞ 1246 Mathilde van Béthune (?-1263) |

1. ↑  Henri Obreen, Bijdragen tot de kennis der middeleeuwsche geslachten van Holland en Zeeland : De  Heeren van Putten en van Strijen. - In: Maandblad van het Genealogisch-Heraldisch Genootschap De Nederlandsche Leeuw, jg 50 (1932) : kolom 371 in jg 50, nr 12 (December 1932)